# Brigitte Siebenkittel
Brigitte Siebenkittel (* 21. Juni 1942 in Berlin) ist eine deutsche Chorleiterin, Dirigentin, Musikpädagogin und Atem-, Sprech- und Stimmlehrerin. Sie wirkte von 1974 bis 1991 als Stimmbildnerin und Assistentin im Hamburger Knabenchor St. Nikolai und leitete von 1991 bis 2003 den von ihr gegründeten Neuen Knabenchor Hamburg.

## Leben
Brigitte Siebenkittel besuchte nach dem Abitur die Schule Schlaffhorst-Andersen in Eldingen bei Celle. Nach dem Abschluss unterrichtete sie an einer Fachhochschule für Sozialpädagogik in Neuendettelsau. Darauf folgte eine Anstellung als Musiklehrerin in einer Realschule.
Später zog sie mit ihrem späteren Ehegatten, dem angehenden Arzt Frank Siebenkittel, nach Hamburg. Hier war sie zunächst als Blockflötenlehrerin an der Staatlichen Jugendmusikschule Hamburg tätig und arbeitete nebenher im Nachtdienst als Hilfsschwester im Krankenhaus. Um wieder als Musiklehrerin arbeiten zu können, studierte sie Musik und Sport auf Lehramt, schloss das Studium erfolgreich ab und bekam eine Stelle an der Albert-Schweitzer-Schule in Hamburg. Später unterrichtete sie an der Pädagogischen Hochschule.
Ekkehard Richter, Kirchenmusikdirektor der Kirche St. Nikolai am Klosterstern, betraute sie 1974 mit stimmbildnerischen Betreuung des Hamburger Knabenchors St. Nikolai. Siebenkittel baute den ursprünglich reinen Knabenchor zu einem vierstimmigen Ensemble mit Tenören und Bässen aus. Sie arbeitete in dieser Zeit auch mit der Kantorei St. Nikolai, dem Monteverdi-Chor Hamburg und verschiedenen Chören in Hamburgs Umgebung zusammen. 1990 gewann der Hamburger Knabenchor St. Nikolai unter ihrer Leitung den Deutschen Chorwettbewerb in Stuttgart.
Ekkehard Richter gab 1991 die Position als Chorleiter auf. Da Siebenkittel die Leitung nicht übertragen bekam, verließ sie den Knabenchor mit 25 Sängern und gründete mit dem damaligen Leiter der Staatlichen Jugendmusikschule Hamburg, Wolfhagen Sobirey, 1991 einen eigenen Chor zu gründen. Sie war damals Sängerin in seinem Neuen Chor Hamburg und dem Kammerchor Hamburg 13. In Anlehnung daran nannte sie den 1991 von ihr und den ehemaligen Sängern des Hamburger Knabenchors St. Nikolai gegründeten Knabenchor Neuen Knabenchor Hamburg. Als Stipendiatin des Deutschen Musikrates hospitierte sie 1996 u. a. beim Tölzer Knabenchor, beim Thomanerchor Leipzig und beim Windsbacher Knabenchor.
Das Ensemble gewann mehrere Preise bei Bundes- und Landeswettbewerben. Weitere Höhepunkte ihrer Zeit beim Neuen Knabenchor Hamburg waren neben Konzertreisen innerhalb Deutschlands Tourneen durch Ungarn, Israel und in die USA. Innerhalb Hamburgs brachte es der Chor auf 40 bis 50 Auftritte pro Jahr. Der Chor hatte jedes Jahr Knabensolisten bei Jugend musiziert und etliche Solisten-Engagements.
Seitdem ist sie als freiberufliche Stimmbildnerin und Gesangstherapeutin, leitet regelmäßig Stimmbildungsseminare und schreibt Aufsätze in der Neuen Musikzeitung. Sie sitzt zudem in Musik-Kommissionen und Jurys. Dazu kommen noch unregelmäßige Zusammenarbeiten mit dem Carl-Philipp-Emanuel-Bach-Chor Hamburg, mit dem sie mehrere A-cappella-Programme einstudierte und aufführte.

## Stil
Unter Siebenkittel sang der Neue Knabenchor Hamburg zudem neben alter Chorliteratur auch immer wieder Werke aus dem Bereich der Neuen Musik, etwa speziell für diesen geschriebene Motetten und Sätze von Gerd Domhardt und Frank Löhr.